# Tresný potok
Tresný potok är ett vattendrag i Tjeckien. Det ligger i den östra delen av landet, 150 km öster om huvudstaden Prag.